# Alphabet-Lied
|  | Info zur Audio-Datei |

Das Alphabet-Lied ist ein Lied, mit dem in Kindergärten, Vor- und Grundschulen den Kindern das deutsche Alphabet gelehrt wird.
Die Melodie ist – wegen der Textunterlegung rhythmisch leicht angepasst – die des französischen Kinderlieds Ah ! vous dirai-je, maman. Als Alphabet-Lied mit dem Liedtext „A B C D E F G“ erschien es erstmals 1824 in Musikalischer Haus-Freund, veröffentlicht von B. Schott’s Söhne in Mainz.
Die eingängige Melodie, die Phrasierung und der Rhythmus zerlegen dabei das Alphabet in kleinere Portionen, die sich leichter einprägen. Zusätzlich befindet sich am Ende des Liedtextes ein kurzer Motivationssatz.
Auf dieselbe Melodie werden unter anderem auch das Weihnachtslied Morgen kommt der Weihnachtsmann sowie das englische Kinderlied Twinkle, Twinkle, Little Star gesungen.